# Асфандияров, Закир Лутфурахманович
Заки́р Лутфу́рахма́нович Асфандия́ров (20 декабря 1918, Утяково, Уфимская губерния — 4 января 1977, Джезказганская область) — участник Великой Отечественной войны, командир орудия 322-го гвардейского истребительно-противотанкового артиллерийского полка 8-й отдельной гвардейской истребительно-противотанковой артиллерийской бригады 1-го Украинского фронта, Герой Советского Союза (1.07.1944), гвардии старший сержант.

## Биография
Родился 20 декабря 1918 года в селе Утяково Карамышевской волости Стерлитамакского уезда Уфимской губернии (ныне Гафурийского района Башкирии). Татарин. Образование неполное среднее. Член ВКП(б) с 1944 года. До призыва в армию работал в колхозе «Туры юл» Гафурийского района.
В Красную армию призван Гафурийским райвоенкоматом Башкирской АССР в 1939 году. На фронте Великой Отечественной войны с сентября 1941 года. Особо отличился при освобождении Украины.
25 января 1944 года в боях за село Цибулев орудие под командованием гвардии старшего сержанта Закира Асфандиярова подверглось атаке восьми танков и двенадцати бронетранспортёров с пехотой противника. Подпустив атакующую колонну противника на дальность прямого выстрела, расчёт орудия открыл прицельный снайперский огонь и сжёг все восемь вражеских танков, из которых четыре танка «Тигр». Сам гвардии старший сержант Асфандияров огнём из личного оружия уничтожил одного офицера и десять солдат. При выходе орудия из строя, отважный гвардеец перешёл на орудие соседнего подразделения, расчёт которого вышел из строя и, отразив новую массированную атаку противника, уничтожил два танка «Тигр» и до шестидесяти гитлеровских солдат и офицеров. Всего за один бой расчёт гвардии старшего сержанта Асфандиярова уничтожил десять танков противника, из них шесть типа «Тигр» и свыше ста пятидесяти солдат и офицеров противника.
Звание Героя Советского Союза с вручением ордена Ленина и медали «Золотая Звезда» (№ 2386) Асфандиярову Закиру Лутфурахмановичу присвоено Указом Президиума Верховного Совета СССР от 1 июля 1944 года.
После демобилизации из армии в 1947 году, З. Л. Асфандияров работал в Казахстане горным мастером Юго-Восточного горхимкомбината, сменным мастером Восточно-Коунрадского рудника. С 1974 года на пенсии.
Скончался 4 января 1977 года. Похоронен в посёлке Шыгыс-Конырат, вблизи города Балхаш Карагандинской области.
Почётный гражданин города Балхаш.

## Награды
- Медаль «Золотая Звезда» Героя Советского Союза (№ 2386)[2]
- Орден Ленина
- Орден Красного Знамени
- Орден Отечественной войны I степени (29.08.1944)[3]
- Орден Красной Звезды (09.07.1945)[4]
- Медали, в том числе:
  - Медаль «За победу над Германией в Великой Отечественной войне 1941—1945 гг.»
  - Юбилейная медаль «Двадцать лет Победы в Великой Отечественной войне 1941—1945 гг.»
  - Юбилейная медаль «Тридцать лет Победы в Великой Отечественной войне 1941—1945 гг.»

## Память
- В Янгискаинской средней школе Гафурийского района Башкирии в музее боевой и трудовой славы Герою посвящён стенд.